# فخریه اوجن
فخریه اوجن اوزچیویت (به ترکی استانبولی: Fahriye Evcen Özçivit؛ زادهٔ ۴ ژوئن ۱۹۸۶) بازیگر سینما و تلویزیون اهل ترکیه است. از نقش‌های مهم او می‌توان به بازی در سریال‌های چکاوک، برگ‌ریزان، سعید و شورا، تا حد مرگ و آلپ ارسلان اشاره کرد.

## زندگی و حرفه
فخریه اوجن در شهر زولینگن در کشور آلمان به دنیا آمد. خانوادهٔ مادر وی از اهالی قوم چرکس و خانوادهٔ پدرش از مهاجران ترک و اصالتاً اهل شهر کاوالا هستند. او به مدت یک سال در آلمان در رشتهٔ جامعه‌شناسی تحصیل کرد و زمانی که برای تعطیلات در ترکیه به سر می‌برد، توسط اویا آیدوغان به تهیه‌کننده‌ای به نام ابراهیم مرت اوغلو معرفی شد. فخریه در سن ۱۹ سالگی به ترکیه بازگشت. او در دانشگاه بغازیچی رشتهٔ تاریخ خواند و در سال ۲۰۱۴، فارغ‌التحصیل شد.

## زندگی شخصی
اوجن در ۲۹ ژوئن ۲۰۱۷، با بازیگر و مدل، بوراک اوزچیویت در استانبول ازدواج کرد. فرزند اولشان به نام کاران در ۱۳ آوریل ۲۰۱۹ و فرزند دومشان به نام کَر‌َم در ۱۸ ژانویۀ ۲۰۲۳ متولد شد.

## فیلم‌شناسی
| سال  | فیلم                       | نقش              | یادداشت         |
| ---- | -------------------------- | ---------------- | --------------- |
| ۲۰۰۷ | آسمان                      | کیز              |                 |
| ۲۰۰۸ | نگهداری عشق                | پینار            |                 |
| ۲۰۰۹ | آلوین و سمورچه‌ها: اسکوئیکل | -                | دیالوگ ترکی     |
| ۲۰۱۰ | تکیه: در راه خدا           | سوده             | آلمانی، ترکی    |
| ۲۰۱۱ | خانم انریکا                | خانم جوان انریکا | ایتالیایی، ترکی |
| ۲۰۱۲ | خانه‌ام تویی                | لیلا             |                 |
| ۲۰۱۵ | عشق شبیه توست              | دنیز             |                 |
| ۲۰۱۷ | عشق بی‌پایان                | زینب             |                 |

| سال       | فیلم            | نقش           | یادداشت |
| --------- | --------------- | ------------- | ------- |
| ۲۰۰۵      | هرگز فراموش نکن | پینار         |         |
| ۲۰۰۶      | حسرت            | سونگول        |         |
| ۲۰۰۶–۲۰۱۰ | برگ‌ریزان        | نجلا تکین     |         |
| ۲۰۱۱      | بهار دروغگو     | زینب          |         |
| ۲۰۱۲      | خداحافظی        | مهپاره        |         |
| ۲۰۱۳–۲۰۱۴ | چکاوک           | فریده         |         |
| ۲۰۱۴      | سعید و شورا     | موروت (مورکا) |         |
| ۲۰۱۷      | تا حد مرگ       | سلوی          |         |
| ۲۰۲۱–۲۰۲۲ | آلپ ارسلان      | آکچا خاتون    |         |

## یادداشت ها
1. "Feride, Fahriye'nin gözlerinde canlandı". Archived from the original on 5 October 2015.